# Саад-ед-дін
Саад-ед-дін (1536 або 1537 — 2 жовтня 1599) — перший турецький офіційний історіограф, «вакаа-невіс».
Був учителем турецького султана Мурада III до його сходження на престол, а потім — шейх-уль-ісламом, авторитетним у своїх фетвах.
Є автором відомої турецької хроніки «Вінець літописів» («Тадж-ут-теварих»), відомої також під назвою «Вчителевий літопис» («Ходжатаріхі»), в якій за царюваннями викладена історія Османської династії від її початку до 1522 року. Розповідь про царювання якого-небудь султана супроводжують відомості про вчених і поетів, що померли у відповідний період. «Вінець літописів» являє собою найбільш повне літописне зведення сказань, що існували до нього, тому цей твір є важливим джерелом для найдавнішого періоду турецької історії. Незважаючи на своє офіційне становище, Саад-ед-дін був неупередженим до турецьких султанів. Як відзначає перекладач, «за своєю спрямованістю його хроніка тенденційна і сповнена ідеєю звеличення подвигів турків, однак фактична сторона подій передана правильно».